# آتی
آتی (به لاتین: Athy) یک منطقهٔ مسکونی در جمهوری ایرلند است که در شهرستان کیلدر واقع شده‌است. آتی ۹٬۶۷۷ نفر جمعیت دارد و ۷۱ متر بالاتر از سطح دریا واقع شده‌است.